# Еріх Гудефруа
Еріх Гудефруа (нім. Erich Goudefroy; 9 березня 1880, Діссен — 7 квітня 1960, Бремен) — німецький залізничний чиновник, доктор права (1902), старший радник (1921). Кавалер Лицарського хреста Хреста Воєнних заслуг з мечами.

## Біографія

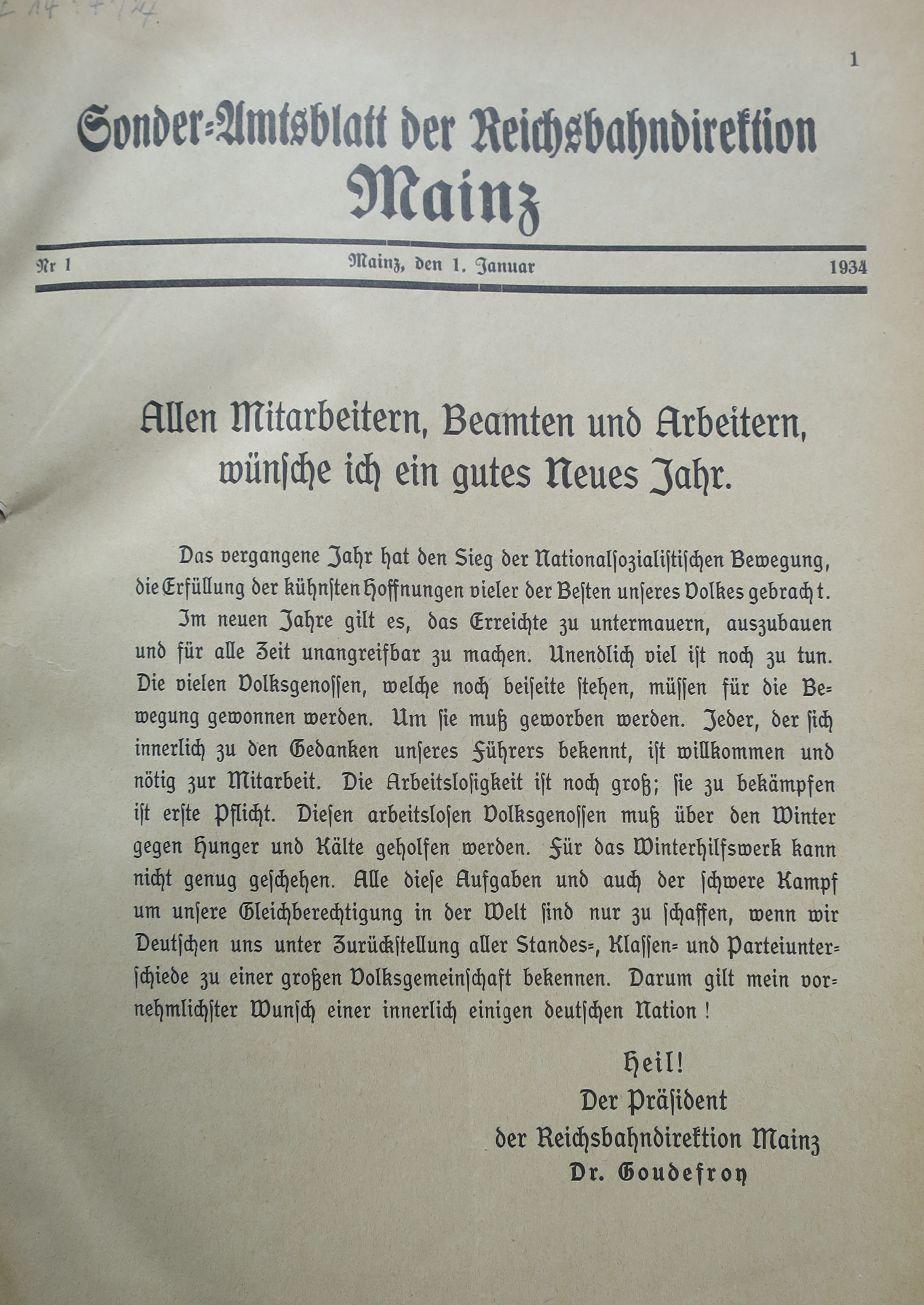
Новорічне привітання від Гудефруа для співробітників дирекції Імперської залізниці Майнца.

Вивчав право і політологію в університетах Бонна, Берліна і Геттінгена. В 1905-07 роках вступив на прусську державну службу, з 1908 року працював на Прусській державній залізниці, в Кельнському залізничному управлінні. Учасник Першої світової війни, майор залізничних військ. З 1915 року — член Альтонського залізничного управління і представник залізничної адміністрації в сенаті Гамбурга. Після війни став начальником відділу кадрів, потім — начальником транспортного відділу дирекції Імперської залізниці Франкфурта-на-Майні. В 1924 році відряджений до Імперського комісара заощаджень, після чого протягом трьох років був директором Транспортно-кредитного банку Карлсруе. В 1928 році офіційно повернувся на дійсну службу в Імперську залізницю, працював в дирекції Ганновера. З 1930 року відповідав за автобусний транспорт, який працював спільно з Імперською поштою, спочатку в Центральній, потім — в Південно-Західній Німеччині. 1 грудня 1931 року вступив в НСДАП, З серпня 1933 року — президент дирекції Імперської залізниці Майнца, з 28 вересня 1935 року — Альтони.

## Нагороди
- Залізний хрест 2-го класу
- Медаль «За відвагу» (Ліппе)
- Орден «За заслуги» (Баварія) 4-го класу і мечами
- Медаль «За відвагу» (Гессен)
- Ганзейський Хрест (Гамбург)
- Орден «За військові заслуги» (Болгарія), офіцерський хрест з короною і мечами
- Почесний хрест ветерана війни з мечами
- Хрест Воєнних заслуг 2-го і 1-го класу з мечами
- Лицарський хрест Хреста Воєнних заслуг з мечами (7 грудня 1943)